# Рудольф Гесс
Рудольф Гесс (нім. Rudolf Heß; 26 квітня 1894, Александрія, Єгипет — 17 серпня 1987, Західний Берлін) — державний і політичний діяч нацистської Німеччини, особливо наближений до Адольфа Гітлера. Один з керівників Третього Райху, заступник фюрера по партії, «нацист номер три», чиє місце після невдалого перельоту до Британії посів Мартін Борман.

## Біографія
Народився 26 квітня 1894 в родині власника торгово-експортної фірми в передмісті Александрії. Предки Гесса походили з Богемії, Тюрингії та Швейцарії. Один з його предків у 17 поколінні по чоловічій лінії, Генріх Чуді (Tschudi) з Гларуса, загинув 1386 року в битві під Земпахом, ключовій події середньовічної швейцарської історії, що поклала початок незалежності Швейцарського союзу.
Від 1908 Гесс навчався у вищій комерційній школі в Швейцарії.
Хоробро воював на фронтах Першої світової війни: був командиром взводу, потім льотчиком 1-ї винищувальної ескадри «Ріхтгофен», яку очолював Герман Герінг. Був двічі поранений, отримав 2 Залізні хрести. Закінчив війну лейтенантом.
Відразу після війни вступив до добровольчого корпусу (Фрайкор), що складався з націоналістично налаштованих солдатів і офіцерів.

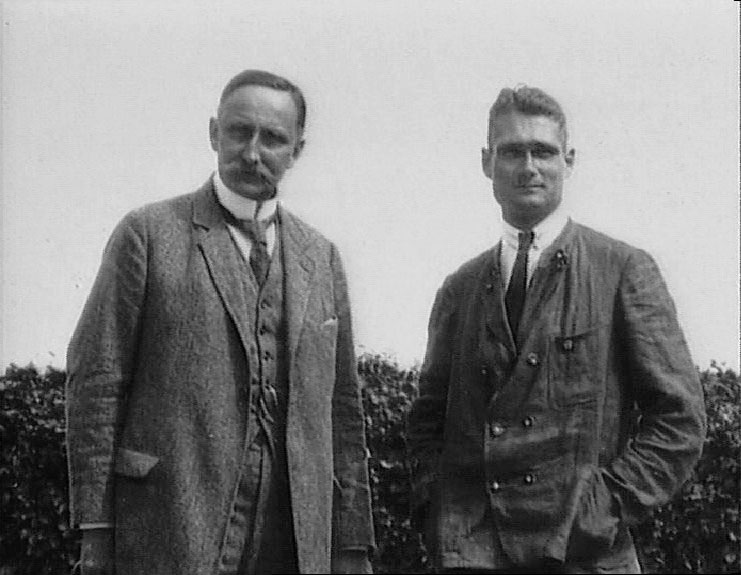
Карл Гаусгофер і Рудольф Гесс

1919 року став членом товариства Туле. Тоді ж вступив до одного з підрозділів «Добровольчого корпусу» під проводом генерала Франца фон Еппа. Від 1920 року член НСДАП.
Навчався в Мюнхенському університеті у професора Карла Гаусгофера, чиї геополітичні теорії справили на нього глибоке враження.

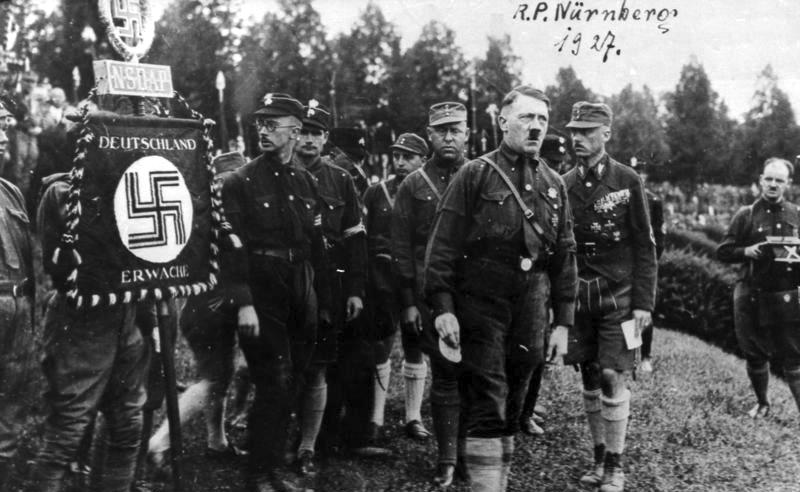
Рудольф Гесс (у центрі) на з'їзді НСДАП (Нюрнберг, 1927).

Після участі в невдалому «Пивному путчі» 1923 року виїхав до Австрії. Після повернення до Німеччини був засуджений до семи місяців ув'язнення, яке відбував разом із Адольфом Гітлером у тюрмі м. Ландсберг, де Гітлер диктував йому свою книгу «Моя боротьба».
У 1925 став особистим секретарем Гітлера, від грудня 1932 — голова центральної партійної комісії й депутат Райхстагу, від 21 квітня 1933 — заступник Гітлера по партії. 29 червня 1933 призначений райхсміністром без портфеля. 4 лютого 1938 року, після реорганізації військового й політичного керівництва, увійшов до складу так званого Таємного кабінету. 30 серпня 1939 став членом виконавчої ради з оборони. Одночасно був призначений наступником Гітлера на посаді лідера НСДАП. Спеціальним указом на нього було покладено контроль над усією діяльністю німецького уряду та інших державних органів. Ні одне розпорядження уряду, жоден закон рейху не мав сили, поки їх не підписували Гітлер або Гесс. Гессові було довірено виносити ухвали від імені фюрера, його було оголошено «повновладним представником фюрера», а його канцелярію — «канцелярією самого фюрера».

### Спроба миротворчої місії

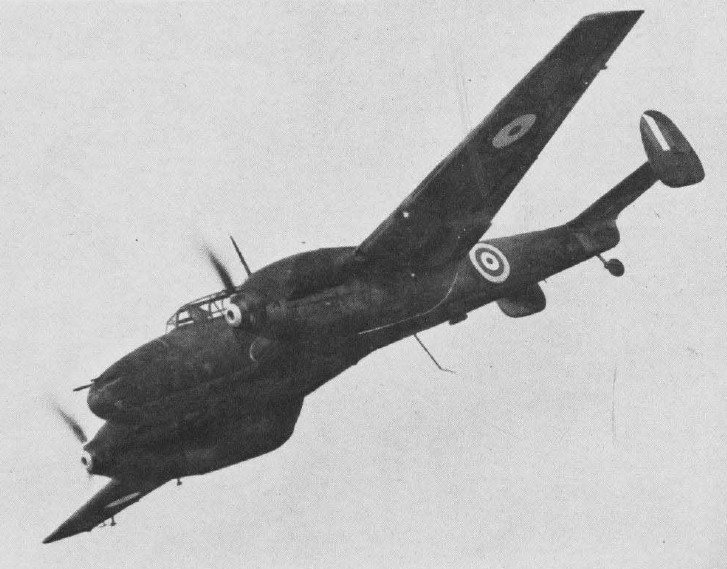
Messerschmitt BF 110

10 травня 1941 року відбулась одна з найтаємничіших подій XX ст. О 17:45 Рудольф Гесс, без відома Гітлера та вищого керівництва партії та уряду, вилетів з Аугсбурга на літаку «Мессершмітт» Bf110 з запасом пального в один кінець. Для сміливого польоту і керування літаком була потрібна висока майстерність пілота. Рудольф був змушений уникати радарів, ухилялись від ворожих британських винищувачів, сотні кілометрів летіти бриючим польотом при майже нульовій видимості через туман.

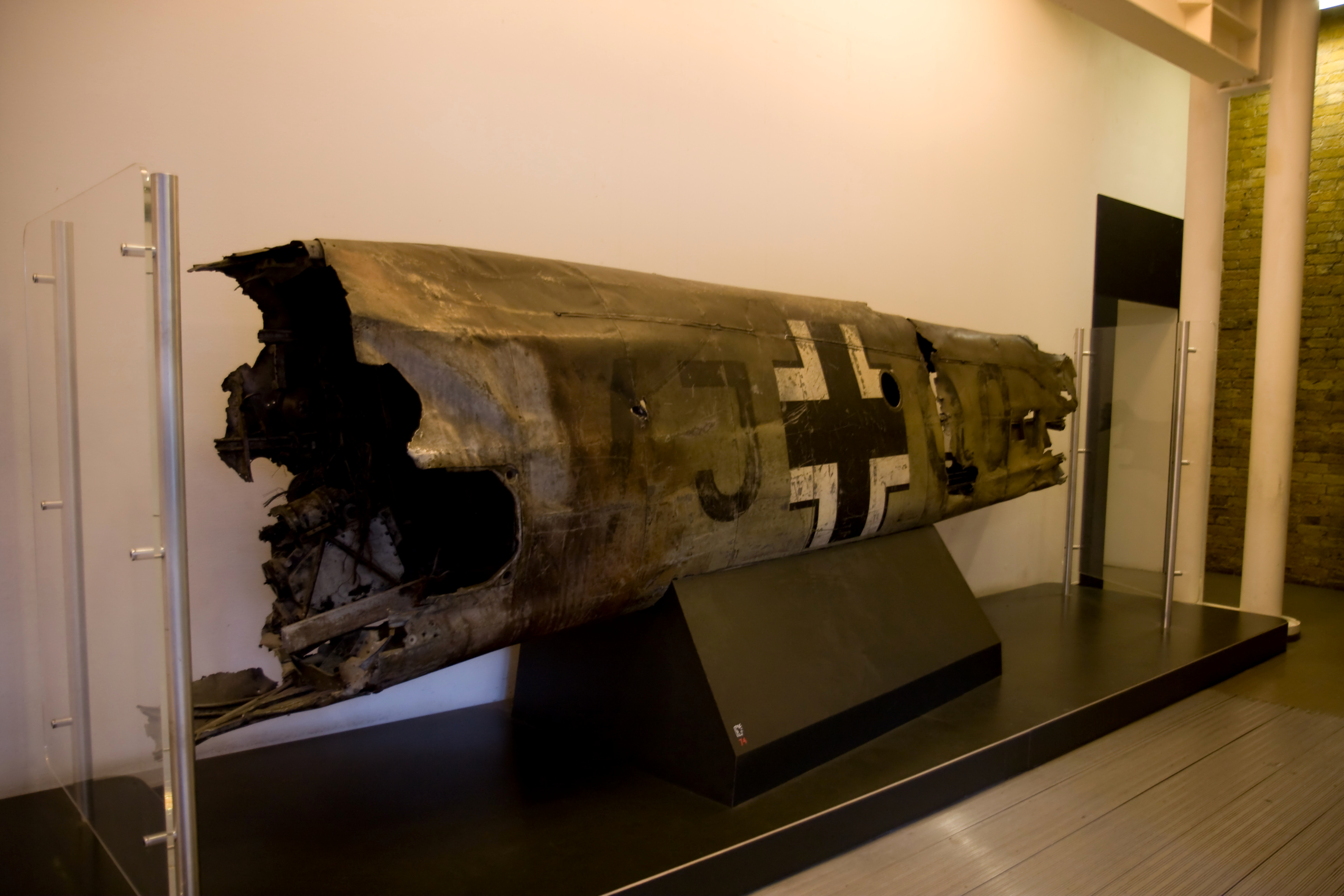
Уламок фюзеляжу Гессового літака

Гесс стрибнув з парашутом у Шотландії, в Іглшемі, після настання темряви. Він приземлився за 12 миль від маєтку герцога Гамільтона. Гесс був одягнений у форму лейтенанта Люфтваффе, мав при собі карту з наміченим маршрутом, фотографії його і сина, а також візитну картку знаного геополітика професора Карла Гаусхофера, син якого Альбрехт Гаусгофер, швидше за все, і був ініціатором цієї місії.
Гесс залишив записку, у якій просив Гітлера пробачити йому цей вчинок і зрозуміти правильно його наміри. У своєму щоденнику Йозеф Геббельс згадує пронизливий крик і сльози на очах фюрера, коли той прочитав записку. Гітлер одразу ж оголосив Гесса божевільним.
Спочатку Гесс назвався вигаданим ім'ям, а коли зустрівся з герцогом Гамільтоном, розповів йому, хто він насправді. Тоді Гесса затримала британська влада, провела декілька допитів та тримала під вартою як військовополоненого аж до Нюрнберзького процесу, тримаючи в таємниці усю інформацію про допити.

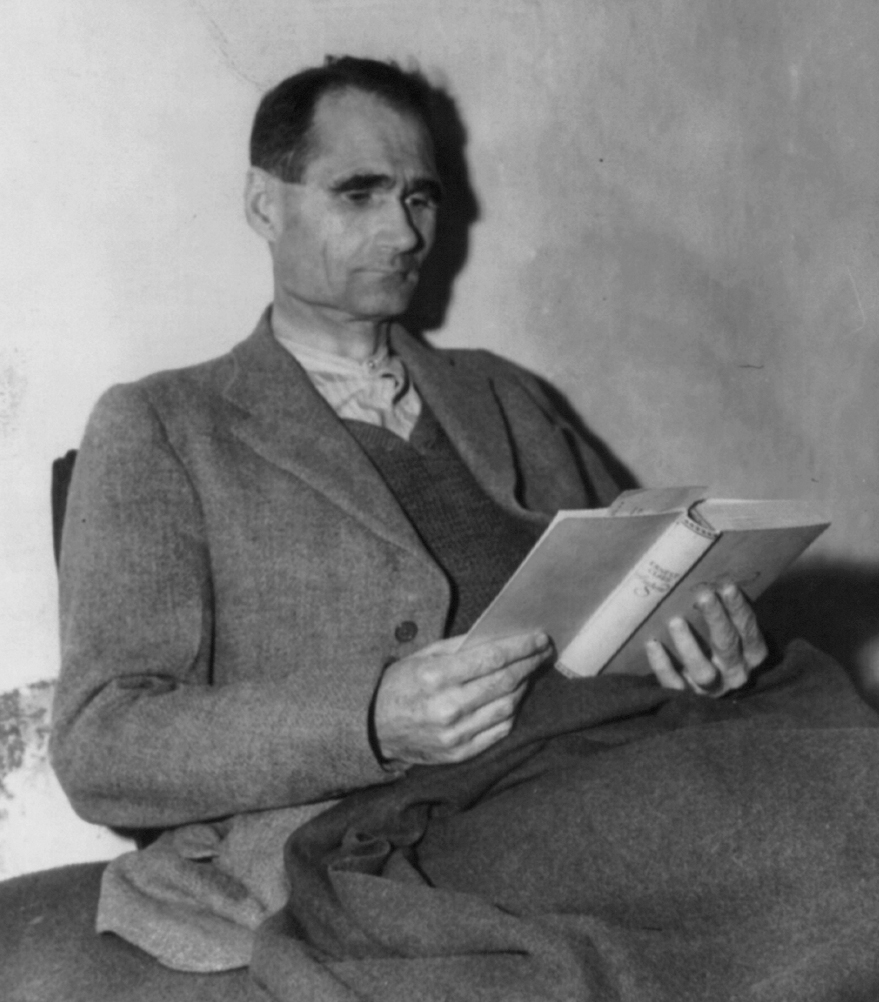
В очікуванні суду

### Нюрнберзький процес
У 1945—1946 Гесс постав перед Нюрнберзьким процесом другим у списку обвинувачуваних (після Герінга). Адвокати заявляли про його неосудність, хоча Гесс давав у цілому нормальні свідчення. Під час надання показань Рудольф був перерваний представником Британії. Після цього випадку Гесс не сказав нічого конкретного. Був засуджений до довічного ув'язнення, хоча конкретних доказів його причетності до військових злочинів надано не було. Його останнє слово на Нюрнберзькому трибуналі було: «Я ні про що не шкодую».

### Ув'язнення
Дружина Рудольфа Гесса Ільза була ув'язнена на 3 роки. Сам Рудольф відбував довічний термін у Берліні у в'язниці Шпандау. Кожна країна делегувала охоронців у в'язницю на місяць на ротаційній основі. Після звільнення Альберта Шпеєра та Бальдура Шираха в 1966 році Гесс залишився єдиним ув'язненим. Рудольф постійно відмовляв своїй дружині у візитах і дозволив сім'ї навідувати його лише в 1969. За 30 років після Нюрнберзького процесу в листі своєму синові він повторив: «Я ні про що не шкодую».

### Смерть та версія про вбивство
17 серпня 1987 93-річний Гесс був знайдений мертвим в альтанці на подвір'ї в'язниці з електричним дротом на шиї. За офіційною версією, Гесс наклав на себе руки шляхом удушення. На місці знайшли передсмертну записку, яку адвокати та родичі вважають сфальсифікованою.
Дехто, включно з його родичами, стверджує, що він був убитий, а записка підроблена. Прихильники версії про вбивство Гесса висувають різні гіпотези щодо того, кому (Великій Британії) і навіщо (щоб не стали відомі переговори Черчілля з Гессом під час війни) була вигідна його смерть.
Заява його сина Вольфа Рюдігера Гесса:
|  | Аналіз форми, стилю, фактури і змісту листа свідчить про те, що цей текст дійсно був написаний Гессом, але в 1969 році, майже двадцятьма роками раніше, коли він через стан здоров'я готувався до смерті. Однак у той час лист не було відіслано, згодом його було вилучено адміністрацією та використано для створення підробленого листа, що мало підтвердити його «самогубство». Ніяких сумнівів у мене немає. Саме в тому році батька могли помилувати, і він вийшов би на свободу. Ранньою весною вісімдесят сьомого батько сам говорив мені: «СРСР згоден мене випустити. Це означає, англійці мене вб'ють». |

Гесс помер останнім з усіх лідерів нацистів. Він був похований на кладовищі міста Вунзідель, де і була його могила до липня 2011 року.
У 2013 році газета The Independent написала, що Скотланд-Ярду були відомі імена секретних агентів, які могли вбити Гесса в берлінській в'язниці Шпандау. Однак прокурори порадили поліції не продовжувати розслідування.

### Пам'ять
Гессу та його польоту присвячено багато документальних книг та художніх творів, найзнаменитіший з яких — п'єса «Der Siebte». Великий внесок у поширення історії Рудольфа Гесса зробили його родичі: дружина Ільза (письменниця), син Вольф Рюдігер (архітектор та громадський діяч), племінник Отто (німецький політик та депутат Нижньої Саксонії). Усі вони написали декілька книг про Рудольфа, у яких той постає миротворцем. Вольф Рюдігер Гесс заснував громадську організацію «Свободу Рудольфу Гессу», перейменовану після смерті батька в «Товариство Рудольфа Гесса», яка, за його даними, налічує 500 учасників. Після смерті Вольфа у 2001 його дружина Андреа очолила організацію.
Щорічно 17 серпня, у день смерті Гесса, до його могили у Вунзіделі з'їжджались прихильники Гесса з ультраправих організацій зі всієї Німеччини та інших країн. У рамках боротьби з неонацизмом німецький уряд знищив могилу Гесса 20 липня 2011, провів ексгумацію та кремацію тіла. Рештки були розвіяні над морем. Але після цих заходів «паломництво» на місце поховання не припинилося.
Також про Рудольфа Гесса знято декілька документальних фільмів, таких як «Останній в'язень Шпандау», «Нацист номер 3», «Таємниця Рудольфа Гесса», «„Божевільний“ друг фюрера» і багато інших.
Історія Гесса також широко поширена в музиці. Свої пісні присвятили йому такі гурти та виконавці:
- Сокира Перуна (Україна)
- Landser (Німеччина)
- Final War (США)
- Honor (Польща)
- Mara Ros (Італія)
- Pluton Svea (Швеція)
- Brigada Totenkopf (Іспанія)
- Radikalne Patriote (Сербія)
- Oidoxie (Німеччина)
- Ancestors (Польща)